# 中国の歴代王朝一覧

中国の王朝の勢力図

中国の王朝（ちゅうごくのおうちょう）は、現在の中国の地域において、天子（皇帝）が天の委任を受け、天下（九州）の全部または一部を治めた朝廷（政権）のことである。
また、夏については、実在が完全に証明されていないが、実在したと考える研究者が少なくなく、後述する徳の継承が殷・周になされているため、取り上げることにする。
中国の王朝の系統については、一般に「徳」を用いた説明がなされるため、徳についても説明する。
徳とは、儒教において君主が持つべき道徳的な能力のことであり、徳の断絶は王朝の断絶と見なされていた。そのため、王朝交代の形には禅譲と放伐の2種が存在する。
- 禅譲（ぜんじょう）とは、帝王が次代を（徳のある）臣下から選ぶものである。代表例として堯舜革命や夏の建国が挙げられる。
- 放伐（ほうばつ）とは、（徳がない）悪政を理由に、武力行使して打倒し、帝王を名乗ることである。代表例として夏商革命や殷周革命が挙げられる。

また、魏の曹丕は後漢の献帝に禅譲させることで皇帝となった。このようなケースは現代では簒奪と呼ばれるが、以降の王朝交代にみられる形となった。
征服王朝（せいふくおうちょう）とは、漢族以外による支配が行われた王朝のことである。ただし、五胡十六国や魏晋南北朝時代の北朝については浸透王朝に含めるため、実質的には遼・金・元・清の4王朝のことである。カール・ウィットフォーゲルと中国科学院考古研究所の馮家昇との共著である『中国社会史・遼』により初めて言及がなされた。

## 三代
| 王朝     | 存在年                  | 国都                                        | 初代君主 | 最後の君主 | 滅亡原因                                       |
| -------- | ----------------------- | ------------------------------------------- | -------- | ---------- | ---------------------------------------------- |
| 夏       | BC1920〜BC1449、471年間 | 崇→陽城→斟鄩→帝丘→綸→夏邑→原→老丘→西河→斟鄩 | 姒文命   | 夏后履癸   | 鳴条の戦いで交代                               |
| 殷（商） | BC1449〜BC1046、403年間 | 亳→隞→相→庇→邢→奄→商→朝歌                   | 子履     | 子受(帝辛) | 牧野の戦いで交代                               |
| 西周     | BC1046〜BC771、275年間  | 豊京・鎬京                                  | 姫発     | 姫宮涅     | 申侯の乱（のちに平王が東遷し、周を復活させる） |

夏の勢力図
殷の勢力図
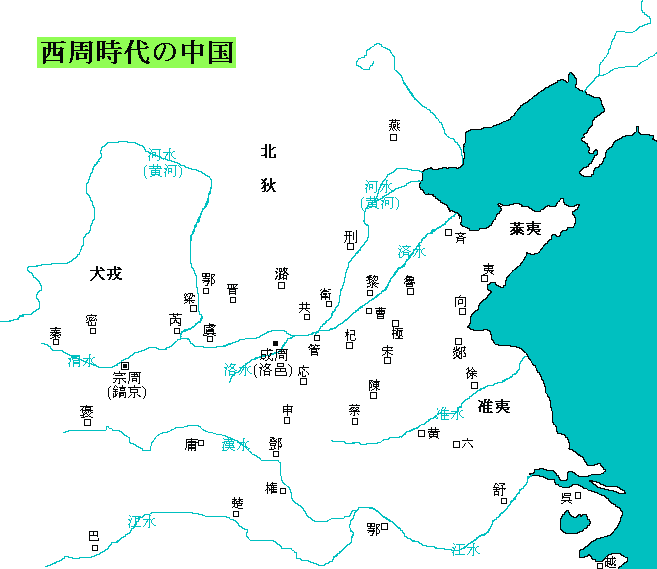
周の勢力図

## 春秋戦国時代

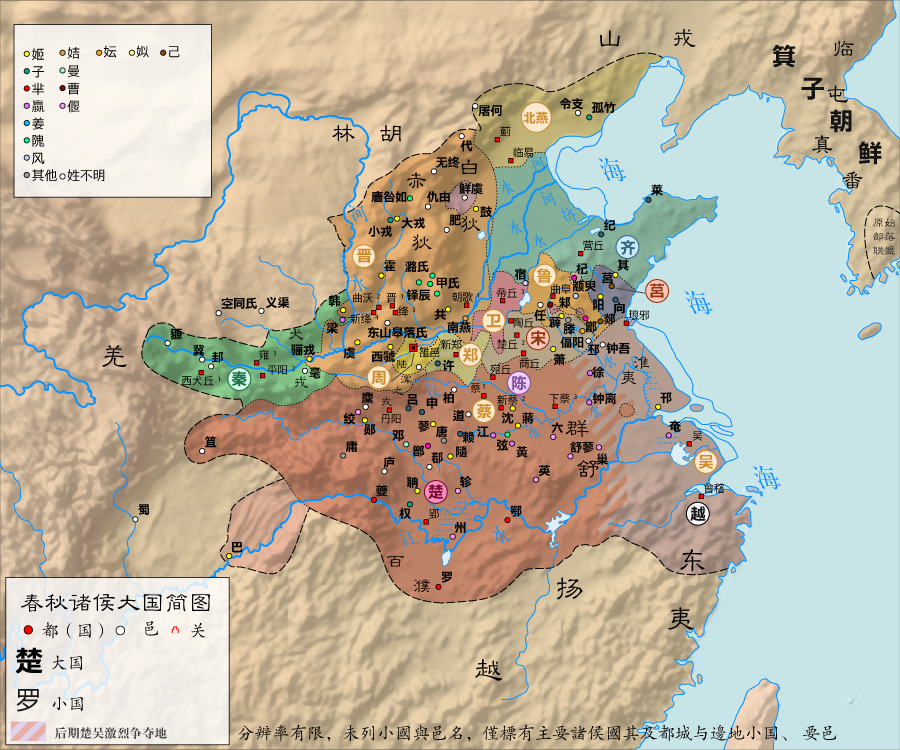
春秋時代の諸侯の勢力図

| 国             | 姓氏     | 領域                                                                                            | 国都                                       | 爵位 | 存在年             | 初代君主                          | 最後の君主                          | 滅亡原因        |
| 周朝           | 周朝     | 周朝                                                                                            | 周朝                                       | 周朝 | 周朝               | 周朝                              | 周朝                                | 周朝            |
| -------------- | -------- | ----------------------------------------------------------------------------------------------- | ------------------------------------------ | --- | ------------------ | --------------------------------- | ----------------------------------- | --------------- |
| 東周           | 姫氏     | 名義上、全国を統治。 実際は首都洛邑（河南省洛陽市）の周囲の狭小地区                             | 洛邑                                       | 王（天子）                                                                                              | 前770年 - 前256年  | 平王（紀元前770年 - 紀元前720年） | 赧王（紀元前314年 - 紀元前256年）   | 秦国 東周の滅亡 |
| 戦国七雄       |          |                                                                                                 |                                            | |                    |                                   |                                     |                 |
| 秦             | 嬴姓趙氏 | 陝西省中南部、甘粛省東部、四川省、重慶市、河南省西部、湖北省西部など。前221年に中華を統一した。 | 秦邑・汧邑・汧渭の会・平陽・雍・櫟陽・咸陽 | 仲→伯（前770年受封）→王（前325年自称）→帝（前288年に西帝自称）→王（復称）→皇帝（前221年全国統一後改称） | 前770年 - 前206年  | 襄公（紀元前777年 - 紀元前766年） | 秦王政（紀元前246年 - 紀元前210年） | 西楚、漢        |
| 燕             | 姞姓     | 遼寧省南部、北京市、天津市、河北省北部                                                          | 薊（副都:下都）                            | 侯→王（前323年自称）                                                                                    | 前1046年 - 前221年 | 燕侯克（召公奭）                  | 燕王喜（紀元前254年 - 紀元前222年） | 秦 燕の滅亡     |
| 楚             | 羋姓熊氏 | 湖北省、湖南省北部、安徽省西部、江西省西部、河南省南部、江蘇省、浙江省                          | 丹陽・郢・陳・寿春                         | 子→王（前704年自称）                                                                                    | 殷代 - 前223年     | 鬻熊                              | 負芻（紀元前227年 - 紀元前223年）   | 秦 楚の滅亡     |
| 趙             | 嬴姓趙氏 | 河北省西部、山西省北部、内モンゴル自治区南部                                                    | 邯鄲                                       | 侯→王（前296年自称）                                                                                    | 前403年 - 前222年  | 列侯（紀元前408年 - 紀元前400年） | 幽繆王（紀元前235年 - 紀元前228年） | 秦 趙の滅亡     |
| 魏             | 姫姓魏氏 | 山西省南部、河南省北部、陝西省東部、河北省の一部                                                | 安邑・大梁                                 | 侯→王（前344年自称）                                                                                    | 前403年 - 前225年  | 文侯（紀元前445年 - 紀元前396年） | 王假（紀元前227年 - 紀元前225年）   | 秦 魏の滅亡     |
| 韓             | 姫姓韓氏 | 河南省                                                                                          | 陽翟・新鄭                                 | 侯→王（前324年自称）                                                                                    | 前403年 - 前230年  | 景侯（紀元前408年 - 紀元前400年） | 王安（紀元前238年 - 紀元前230年）   | 秦 韓の滅亡     |
| 斉（田斉）     | 嬀姓田氏 | 山東省東部、河北省南部                                                                          | 臨淄                                       | 侯→王（前334年自称）→帝→王                                                                              | 前386年 - 前221年  | 太公（紀元前386年 - 紀元前385年） | 王建（紀元前265年 - 紀元前221年）   | 秦 斉の滅亡     |
| 戦国七雄の前身 |          |                                                                                                 |                                            | |                    |                                   |                                     |                 |
| 国             | 姓氏     | 領域                                                                                            | 爵位                                       | 存在年                                                                                                  | 後継国             |                                   |                                     |                 |
| 斉（姜斉）     | 姜姓呂氏 | 山東省東部、河北省南部                                                                          | 侯                                         | 前1046年 - 前379年                                                                                      | 田斉               |                                   |                                     |                 |
| 晋             | 姫姓     | 山西省、河南省北部、陝西省東部、河北省東部                                                      | 侯                                         | 前1033年 - 前349年                                                                                      | 韓、趙、魏         |                                   |                                     |                 |

## 秦代
| 王朝 | 存在年               | 国都 | 初代君主            | 最後の君主  | 滅亡原因       |
| ---- | -------------------- | ---- | ------------------- | ----------- | -------------- |
| 秦   | BC221〜BC206、15年間 | 咸陽 | 始皇帝 趙政（嬴政） | 秦王 趙子嬰 | 劉邦の咸陽入城 |

秦の統一戦争の過程
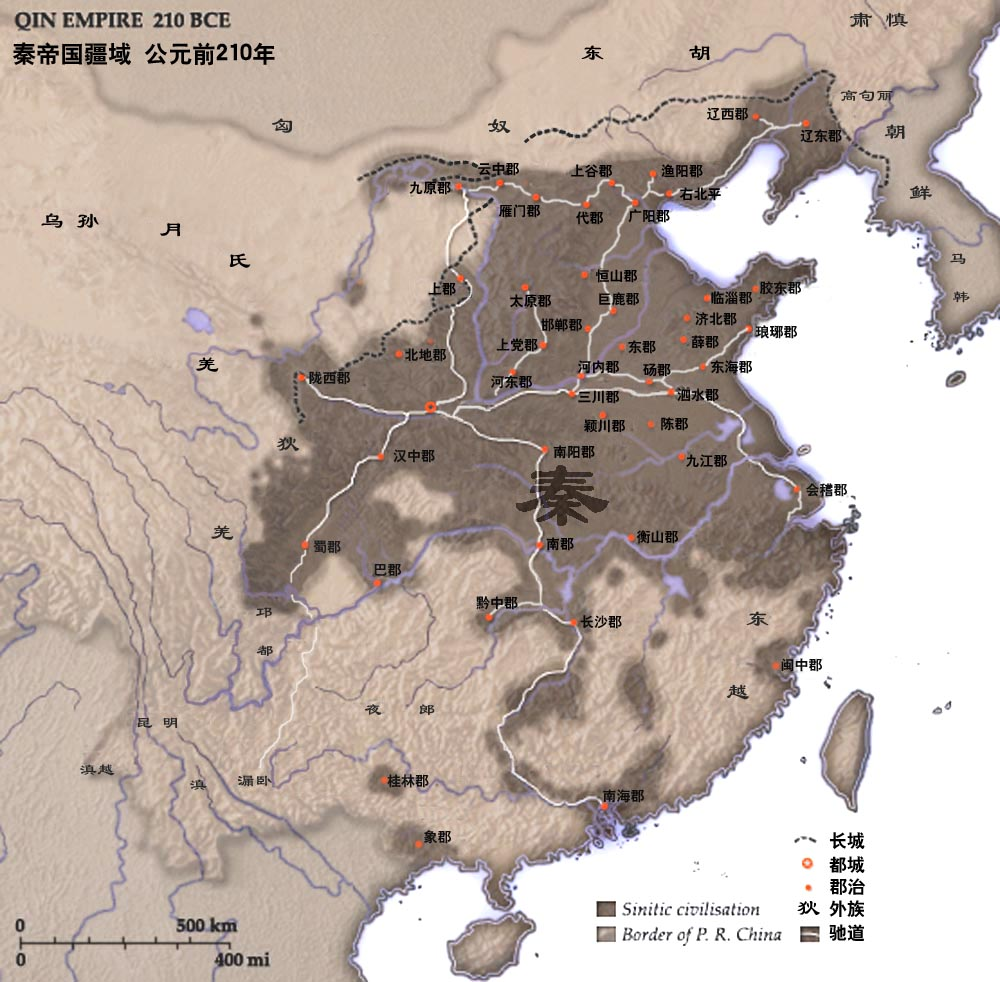
秦朝統一時の勢力図
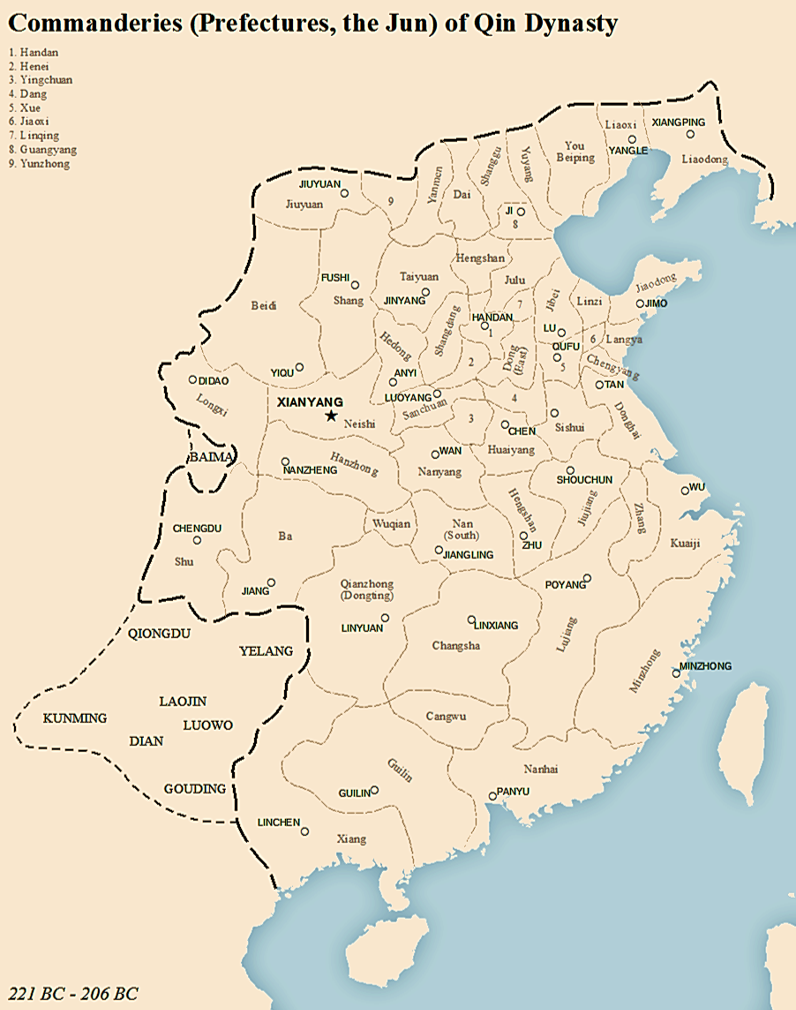
秦朝の最大勢力図

## 漢代
| 王朝         | 存在年               | 国都           | 初代君主 | 最後の君主 | 滅亡原因         |
| ------------ | -------------------- | -------------- | -------- | ---------- | ---------------- |
| 前漢（西漢） | BC206〜AD8、214年間  | 長安           | 劉邦     | 劉衎       | 王莽による簒奪   |
| 新           | AD8〜AD23、15年間    | 常安           | 王莽     | 王莽       | 昆陽の戦い       |
| 後漢（東漢） | AD23〜AD220、197年間 | 洛陽→長安→許昌 | 劉秀     | 劉協       | 曹魏の曹丕に禅譲 |

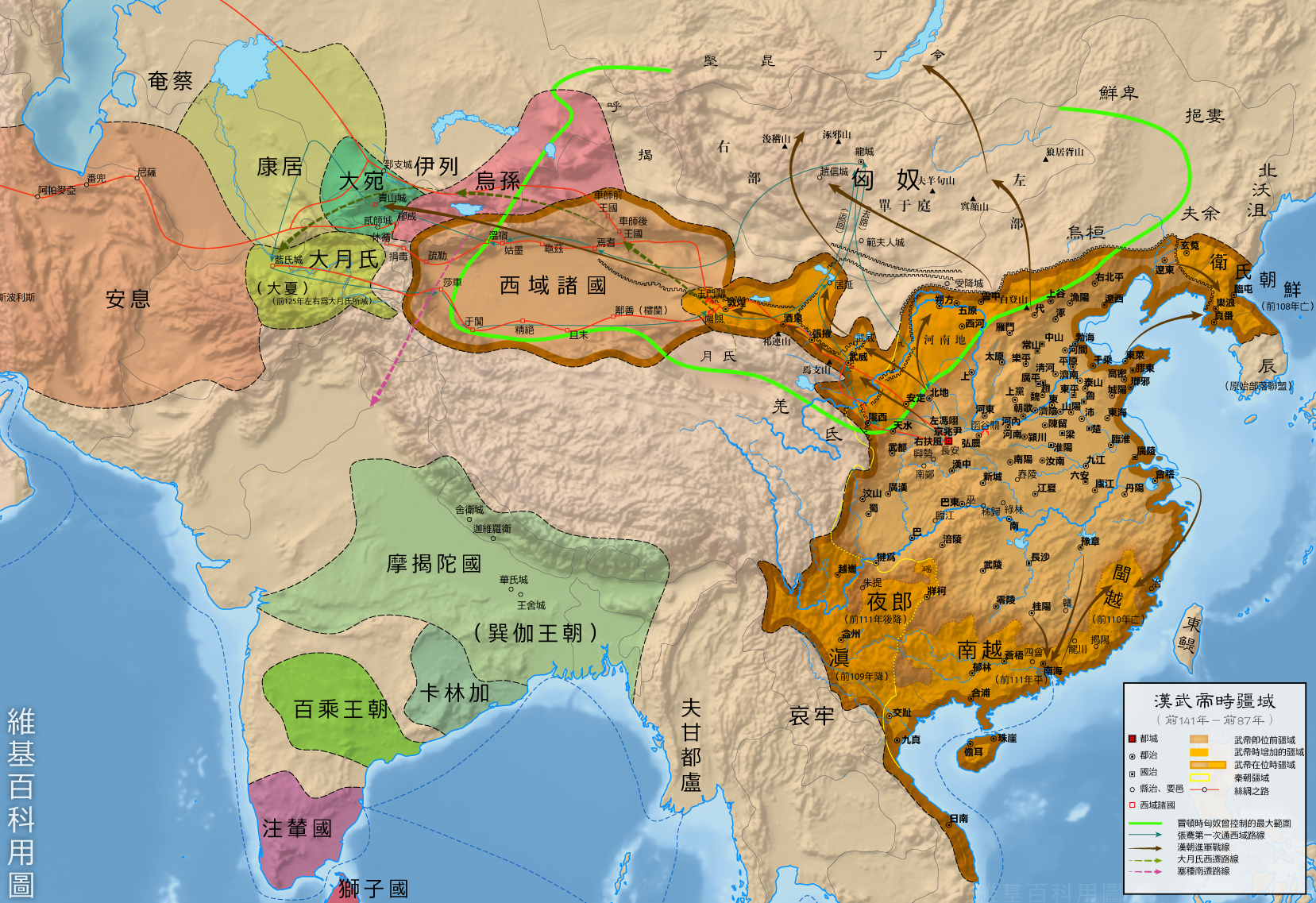
前漢の勢力図
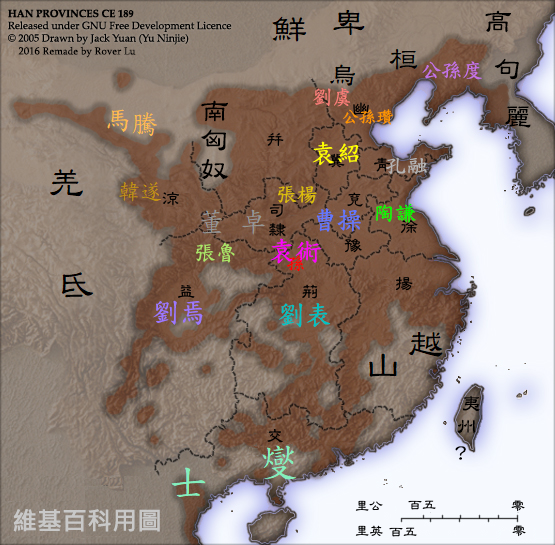
後漢の勢力図（AD191）

## 三国時代

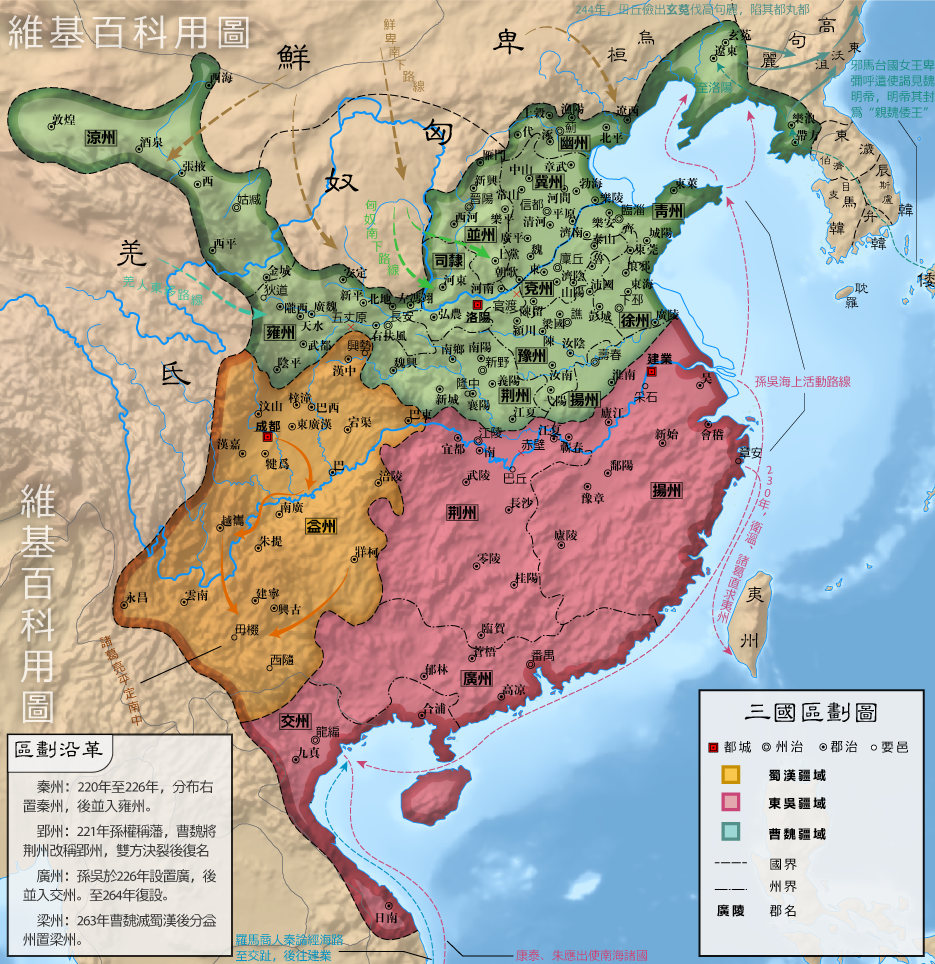
魏呉蜀三国の勢力図

| 王朝             | 存在年           | 国都 | 初代君主 | 最後の君主 | 滅亡原因                     |
| ---------------- | ---------------- | ---- | -------- | ---------- | ---------------------------- |
| 魏（曹魏）       | 220〜265、45年間 | 洛陽 | 曹丕     | 曹奐       | 西晋の司馬炎に禅譲           |
| 呉（孫呉、東呉） | 222〜280、58年間 | 建業 | 孫権     | 孫晧       | 呉の滅亡（西晋によって滅亡） |
| 蜀（漢、蜀漢）   | 221〜263、42年間 | 成都 | 劉備     | 劉禅       | 蜀漢の滅亡（魏によって滅亡） |

## 晋代

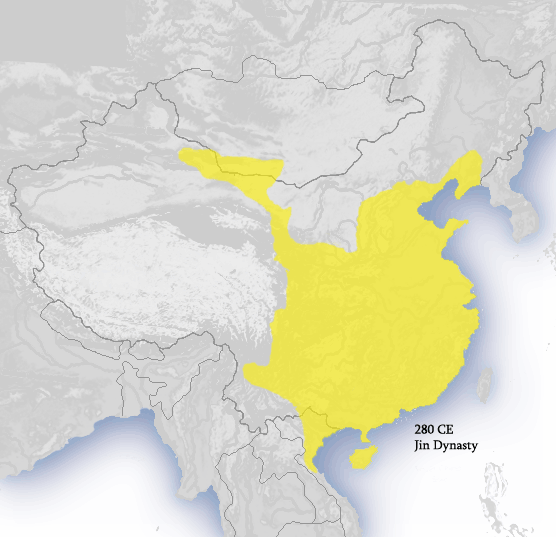
西晋の勢力図

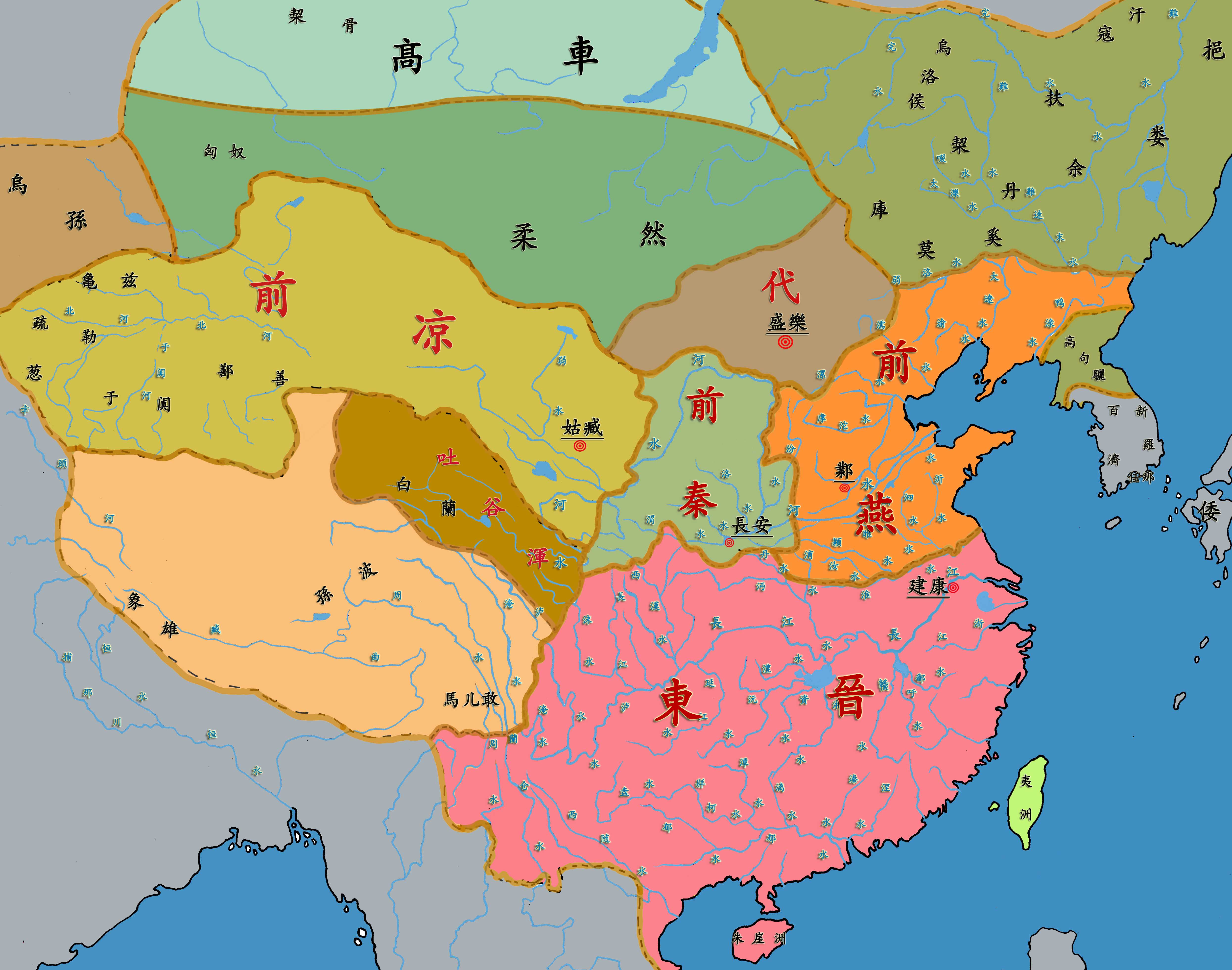
東晋の勢力図

| 王朝 | 存在年            | 国都 | 初代君主 | 最後の君主 | 滅亡原因                             |
| ---- | ----------------- | ---- | -------- | ---------- | ------------------------------------ |
| 西晋 | 265〜316、51年間  | 洛陽 | 司馬炎   | 司馬鄴     | 永嘉の乱と漢（後の前趙）によって滅亡 |
| 東晋 | 317〜420、103年間 | 建康 | 司馬睿   | 司馬徳文   | 禅譲により南朝宋へ                   |
| 桓楚 | 403〜404、1年間   | 洛陽 | 桓玄     | 桓石綏     | 劉裕の東晋復興クーデター             |

## 五胡十六国時代
五胡十六国時代については、帝号・王号・単于号など様々な称号を有する国が乱立していたため、ここではいわゆる五胡十六国のみ記す。

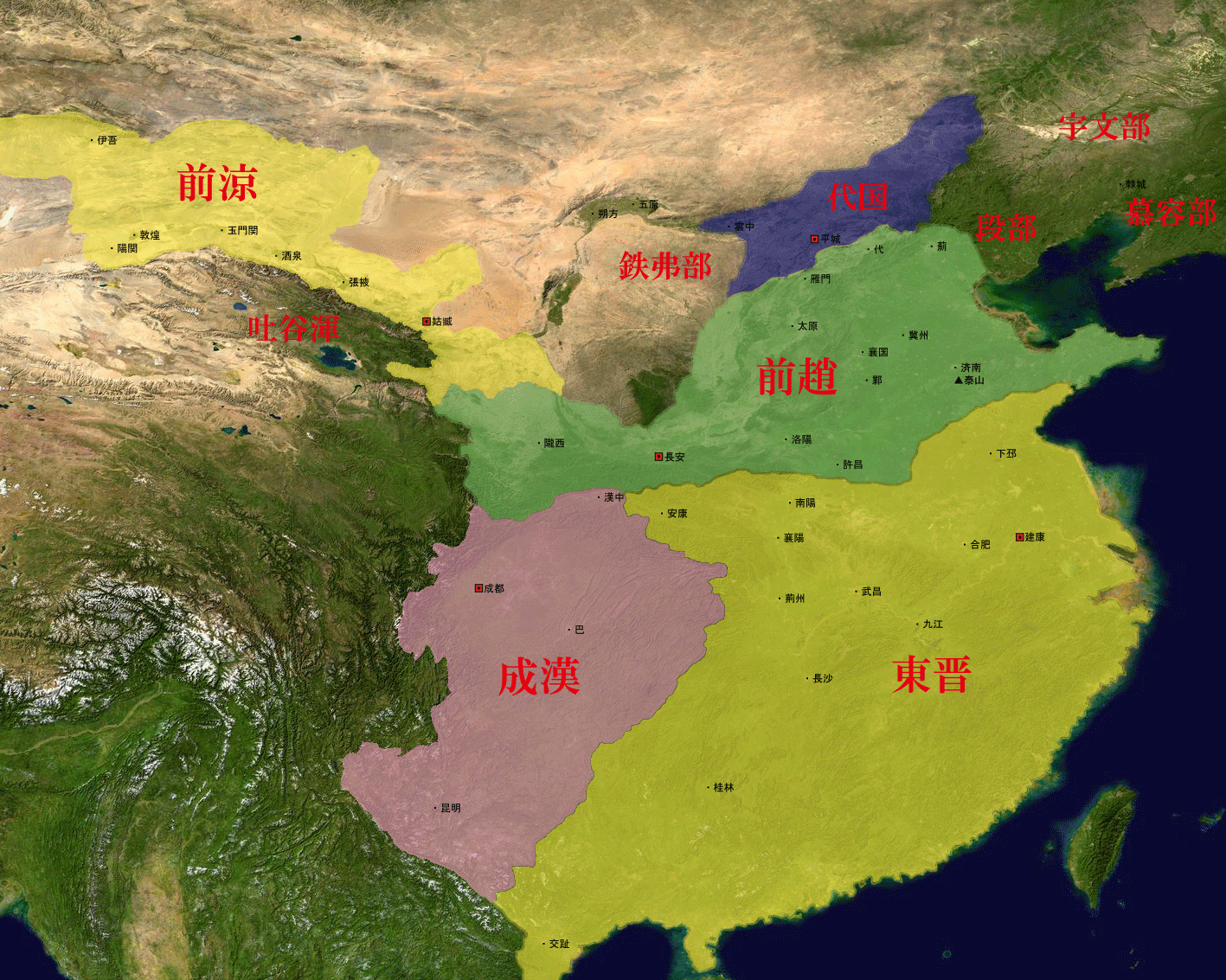
前趙、東晋、成漢、前涼、代国の領域

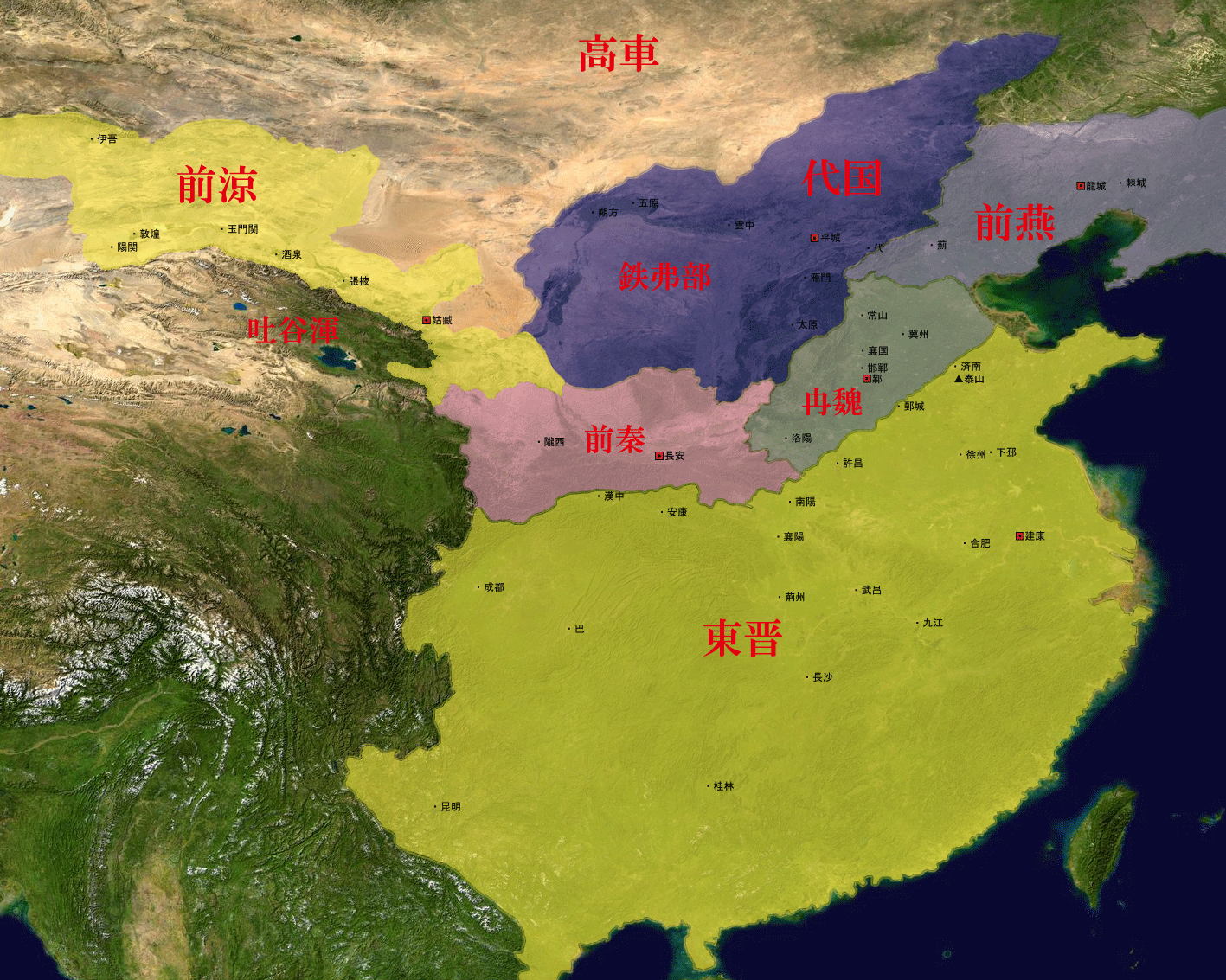
前秦、東晋、冉魏、前涼、前燕の領域

| 王朝       | 初代君主          | 最後の君主        | 存在年            | 首都                                                    | 民族           | 滅亡原因                                      |
| ---------- | ----------------- | ----------------- | ----------------- | ------------------------------------------------------- | -------------- | --------------------------------------------- |
| 前涼       | 張軌              | 張天錫            | 301〜376          | 姑臧                                                    | 漢族           | 前秦による滅亡                                |
| 前趙       | 劉淵              | 劉煕              | 304〜329          | 左国城→離石→黎亭→蒲子→平陽→長安                         | 匈奴           | 後趙による滅亡                                |
| 成漢       | 李特              | 李勢              | 304〜347          | 成都                                                    | 巴賨（氐）     | 東晋の成都攻略                                |
| 後趙       | 石勒              | 石祗              | 319〜351          | 襄国→鄴                                                 | 羯             | 冉魏の成立                                    |
| 前燕       | 慕容皝            | 慕容暐            | 337〜370          | 棘城→龍城→薊→鄴                                         | 鮮卑           | 前秦との約束反故による侵攻                    |
| 前秦       | 苻健              | 苻崇              | 351〜394          | 長安→晋陽→南安→胡空堡→湟中                              | 氐             | 淝水の戦いの敗戦を一因とする分裂、西秦の成立  |
| 後燕       | 慕容垂            | 慕容熙            | 384〜409          | 中山→龍城                                               | 鮮卑           | 馮跋のクーデターによる北燕成立                |
| 後秦       | 姚萇              | 姚泓              | 384〜417          | 長安                                                    | 羌             | 東晋の侵攻                                    |
| 西秦       | 乞伏国仁 乞伏乾帰 | 乞伏乾帰 乞伏暮末 | 385〜400 409〜431 | ①勇士城→金城→西城→苑川 ②度堅山→苑川→譚郊→枹罕→定連→南安 | 鮮卑           | ①後秦に降伏・臣従 ②夏に降伏、その後の一族殲滅 |
| 後涼       | 呂光              | 呂隆              | 386〜403          | 姑臧                                                    | 氐             | 後秦による属国化、臣従                        |
| 南涼       | 禿髪烏孤          | 禿髪傉檀          | 397〜414          | 廉川堡→楽都→西平→楽都→姑臧→楽都                         | 鮮卑           | 西秦に降伏                                    |
| 北涼       | 沮渠蒙遜          | 沮渠牧犍          | 397〜439          | 楽涫→張掖→姑臧                                          | 盧水胡（匈奴） | 北魏に降伏                                    |
| 南燕       | 慕容徳            | 慕容超            | 398〜410          | 滑台→広固                                               | 鮮卑           | 東晋の反撃により滅亡                          |
| 西涼       | 李暠              | 李恂              | 400〜421          | 敦煌→酒泉→敦煌                                          | 漢族           | 北涼の計略による北涼侵攻戦で大敗              |
| 夏（胡夏） | 赫連勃勃          | 赫連定            | 407〜431          | 統万城→上邽→平涼                                        | 匈奴           | 北涼への遠征の途中で吐谷渾の襲撃              |
| 北燕       | 馮跋              | 馮弘              | 409〜436          | 龍城                                                    | 漢族           | 北魏の侵攻、亡命先の高句麗での殺害            |

## 南北朝時代

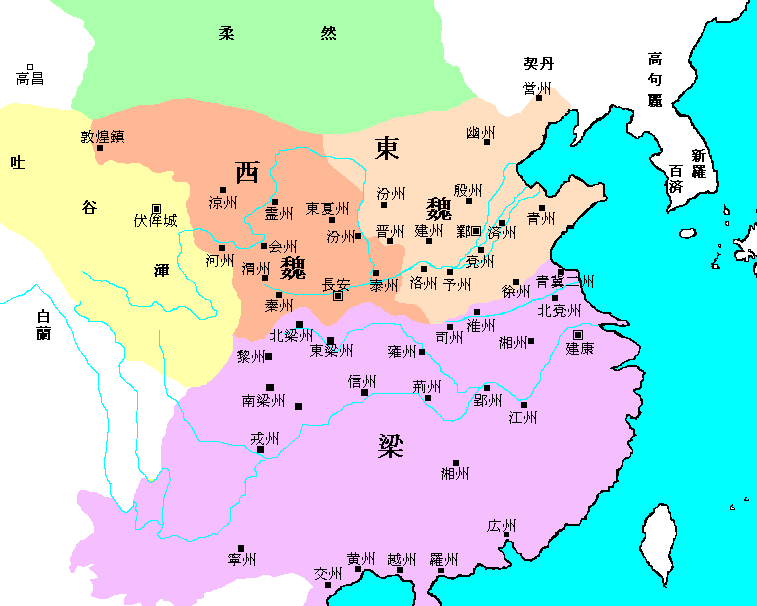
西魏、東魏、梁の領域図

| 王朝 | 存在年            | 国都           | 初代君主 | 最後の君主 | 滅亡原因         |
| ---- | ----------------- | -------------- | -------- | ---------- | ---------------- |
| 北魏 | 386〜534、148年間 | 盛楽→平城→洛陽 | 拓跋珪   | 元脩       | 東西分裂         |
| 西魏 | 535〜556、21年間  | 長安           | 元宝炬   | 拓跋廓     | 禅譲により北周へ |
| 東魏 | 534〜550、14年間  | 鄴             | 元善見   | 元善見     | 禅譲により北斉へ |
| 北周 | 556〜581、25年間  | 長安           | 宇文覚   | 宇文闡     | 禅譲により隋へ   |
| 北斉 | 550〜577、27年間  | 鄴             | 高洋     | 高恒       | 北周が滅ぼす     |

| 王朝         | 存在年           | 国都 | 初代君主 | 最後の君主 | 滅亡原因       |
| ------------ | ---------------- | ---- | -------- | ---------- | -------------- |
| 宋（劉宋）   | 420〜479、59年間 | 建康 | 劉裕     | 劉準       | 禅譲により斉へ |
| 斉（南斉）   | 479〜502、23年間 | 建康 | 蕭道成   | 蕭宝融     | 禅譲により梁へ |
| 梁（蕭梁）   | 502〜557、55年間 | 建康 | 蕭衍     | 蕭方智     | 陳による滅亡   |
| 後梁（西梁） | 554〜587、33年間 | 江陵 | 蕭詧     | 蕭琮       | 隋の侵攻       |
| 陳（南陳）   | 557〜589、32年間 | 建康 | 陳霸先   | 陳叔宝     | 隋の侵攻       |

## 隋代
| 王朝 | 存在年           | 国都   | 初代君主 | 最後の君主 | 滅亡原因 |
| ---- | ---------------- | ------ | -------- | ---------- | -------- |
| 隋   | 581〜618、37年間 | 大興城 | 楊堅     | 楊侑       | 唐に禅譲 |

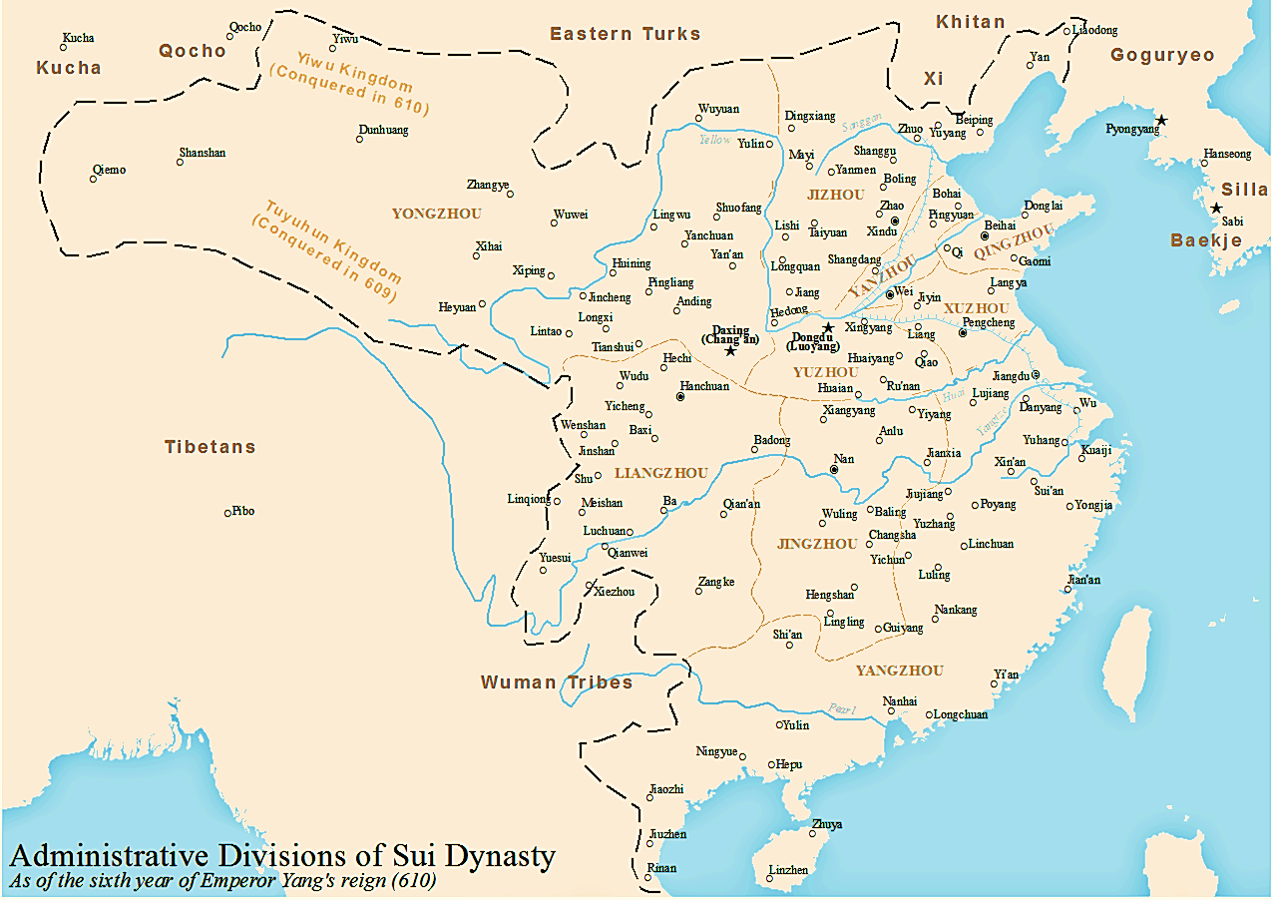
隋の領域図

## 唐代
| 王朝 | 存在年                     | 国都 | 初代君主  | 最後の君主 | 滅亡原因                                              |
| ---- | -------------------------- | ---- | --------- | ---------- | ----------------------------------------------------- |
| 唐   | 618〜690 705〜907、289年間 | 長安 | 李淵 李顕 | 李顕 李柷  | 武則天による廃位、武周建国 朱全忠による簒奪、後梁建国 |
| 武周 | 690〜705、15年間           | 長安 | 武則天    | 武則天     | 家臣の退位進言、李顕の復位                            |

唐の勢力の変遷
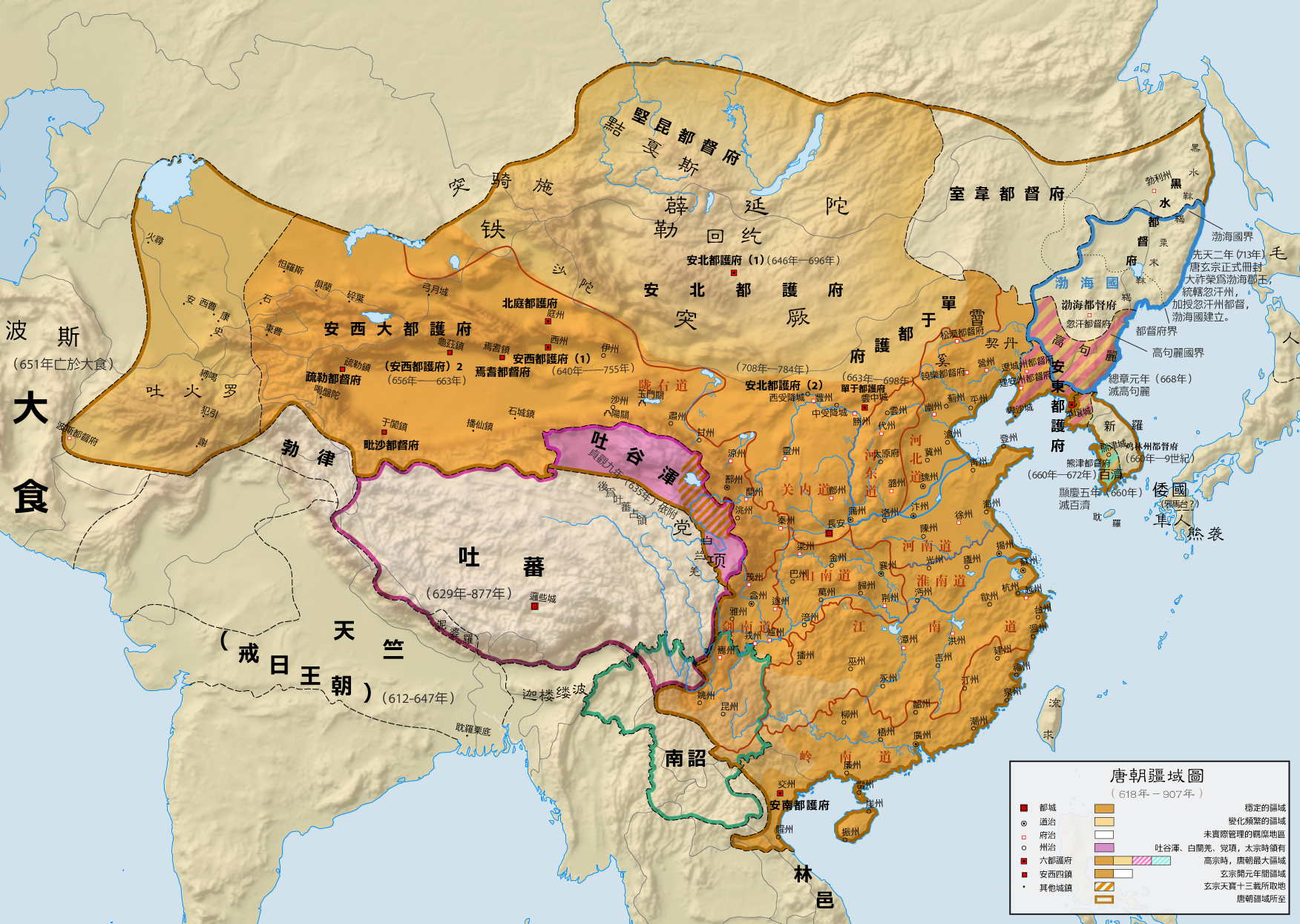
唐の最大勢力図
最盛期(8C)の勢力図

## 五代十国時代

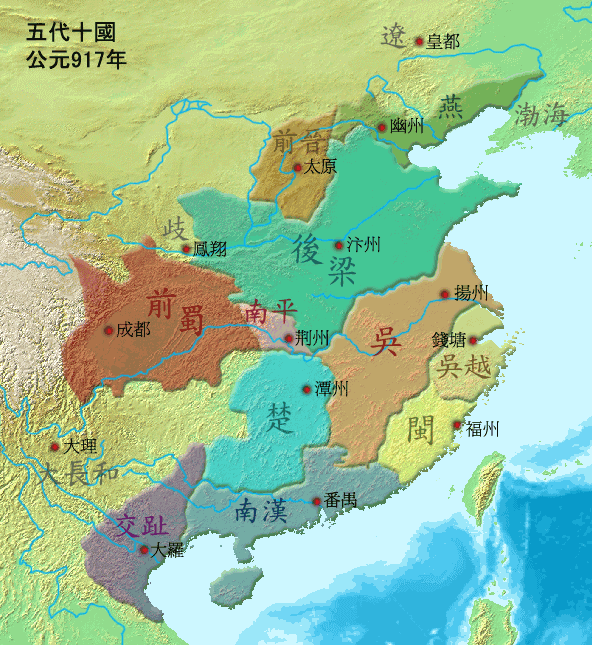
917年の各国の勢力範囲

| 王朝 | 存在年           | 国都 | 初代君主 | 最後の君主 | 滅亡原因                         |
| ---- | ---------------- | ---- | -------- | ---------- | -------------------------------- |
| 後梁 | 907〜923、16年間 | 開封 | 朱全忠   | 朱友貞     | 後唐の成立                       |
| 後唐 | 923〜936、13年間 | 洛陽 | 李存勗   | 李従珂     | 後晋建国・契丹（後の遼）軍の侵入 |
| 後晋 | 937〜946、9年間  | 開封 | 石敬瑭   | 石重貴     | 契丹軍の侵入                     |
| 後漢 | 946〜950、4年間  | 開封 | 劉知遠   | 劉承祐     | 後周の成立                       |
| 後周 | 951〜960、9年間  | 開封 | 郭威     | 柴宗訓     | 北宋の成立（趙匡胤への禅譲）     |

| 王朝 | 存在年           | 国都                 | 初代君主 | 最後の君主 | 滅亡原因           |
| ---- | ---------------- | -------------------- | -------- | ---------- | ------------------ |
| 前蜀 | 907〜925、18年間 | 成都                 | 王建     | 王衍       | 後唐による侵攻     |
| 後蜀 | 934〜965、31年間 | 成都                 | 孟知祥   | 孟昶       | 宋による併合       |
| 呉   | 902〜937、35年間 | 江都府               | 楊行密   | 楊溥       | 李昪（南唐）に禅譲 |
| 南唐 | 937〜975、38年間 | 江寧府→南昌府→江寧府 | 李昪     | 李煜       | 宋の侵攻           |
| 荊南 | 907〜963、56年間 | 江陵                 | 高季興   | 高継沖     | 宋の侵攻           |
| 呉越 | 907〜978、71年間 | 銭塘                 | 銭鏐     | 銭弘俶     | 宋に領地献上       |
| 閩   | 909〜945、36年間 | 長楽府               | 王審知   | 王延政     | 南唐の侵攻         |
| 楚   | 907〜951、44年間 | 長沙                 | 馬殷     | 馬希崇     | 南唐の侵攻         |
| 南漢 | 909〜971、62年間 | 興王府               | 劉龑     | 劉鋹       | 宋による併合       |
| 北漢 | 951〜979、28年間 | 太原府               | 劉崇     | 劉継元     | 宋による併合       |
| 岐   | 907〜924、17年間 | 鳳翔                 | 李茂貞   | 李茂貞     | 後唐に領地献上     |
| 桀燕 | 911〜913、2年間  | 幽州                 | 劉守光   | 劉守光     | 晋の侵攻           |

- 十国は背面を灰色にして示した。

## 宋代

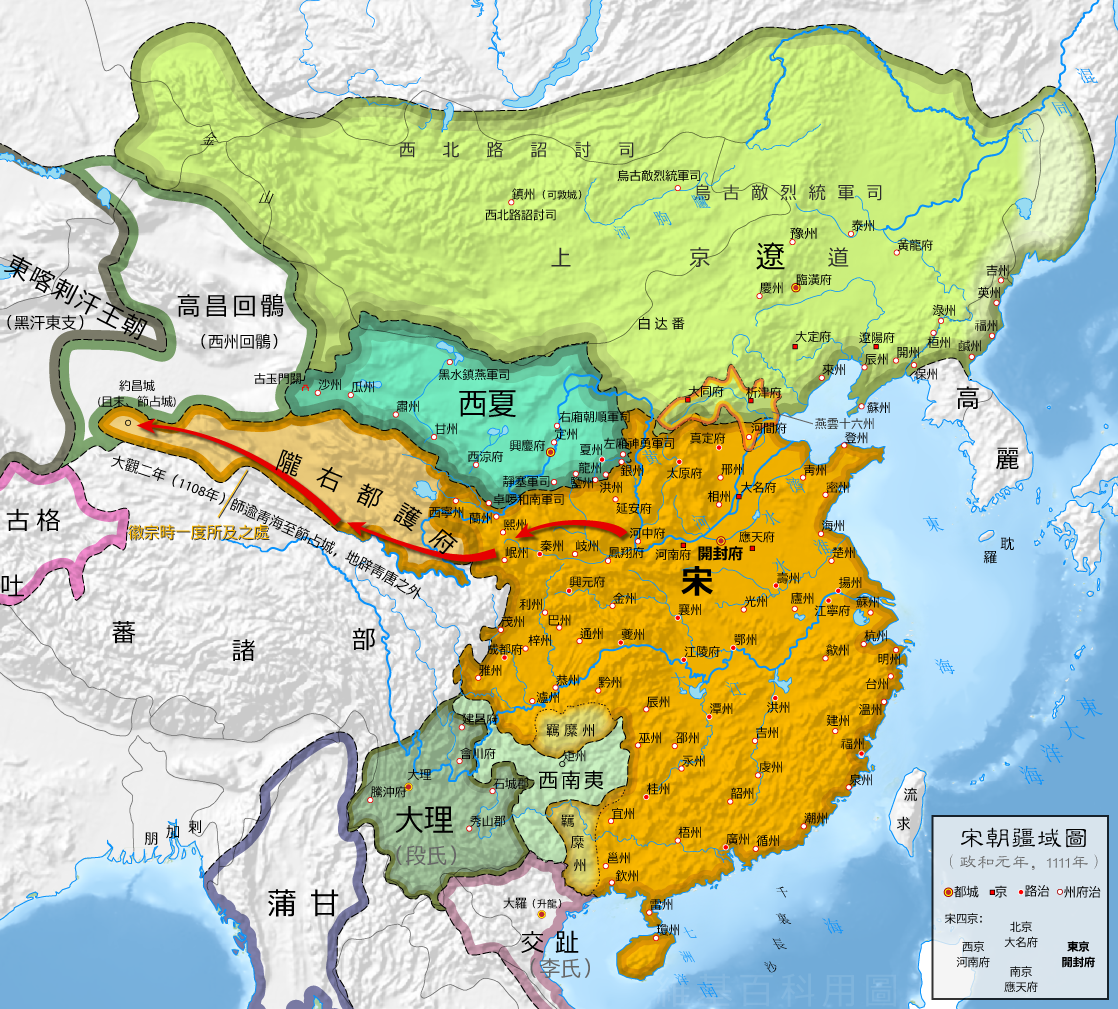
北宋、遼、西夏と燕雲十六州の位置関係

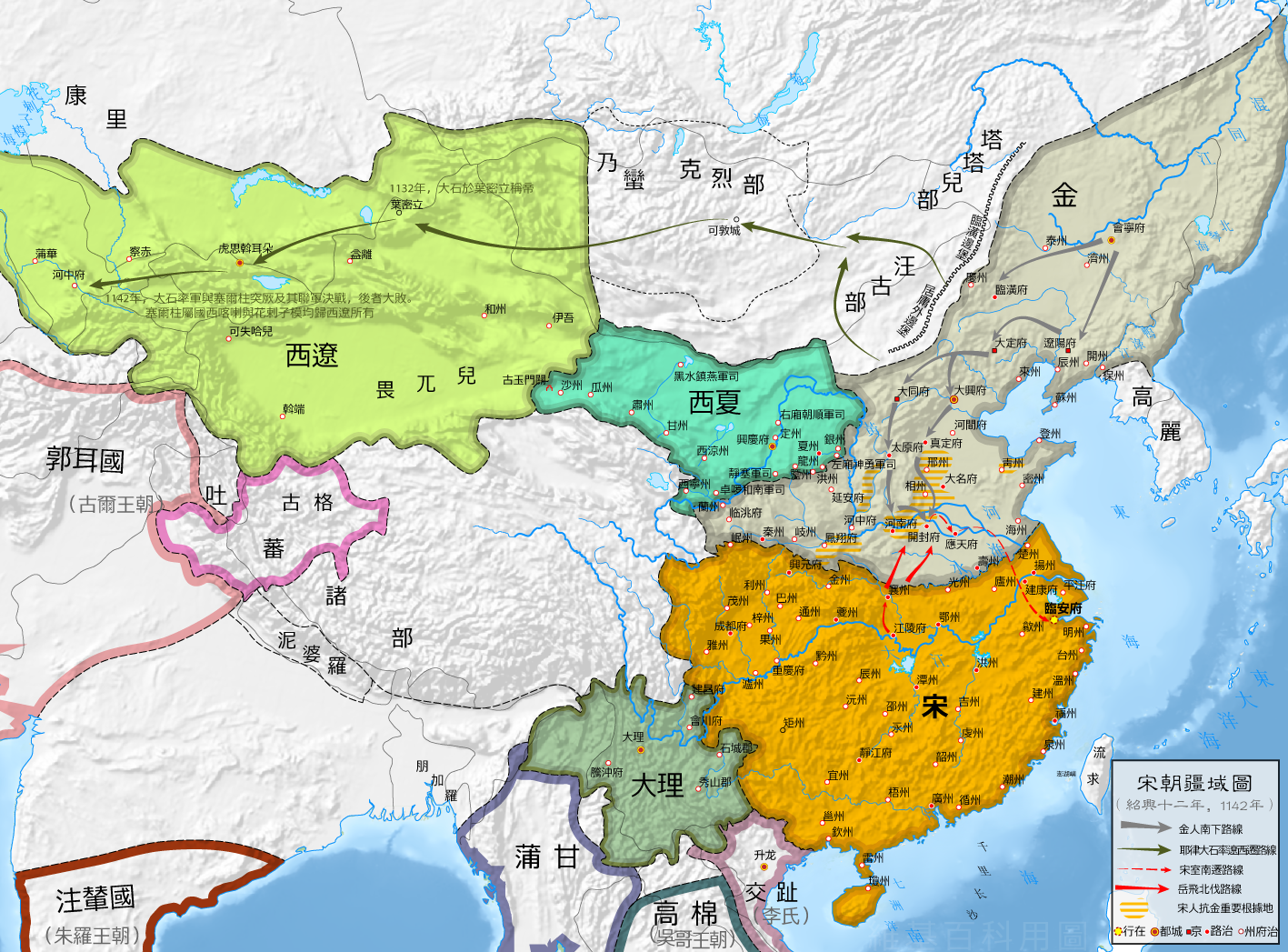
南宋、西遼、金、西夏の位置関係

| 王朝         | 存在年              | 国都           | 初代君主       | 最後の君主 | 滅亡原因                       |
| ------------ | ------------------- | -------------- | -------------- | ---------- | ------------------------------ |
| 宋           | 960~1279            | 汴京→ 臨安     | 趙匡胤         | 趙昺       | 元の侵攻                       |
| 北宋         | 960〜1127、167年間  | 開封           | 趙匡胤         | 趙桓       | 靖康の変                       |
| 南宋         | 1127〜1276、149年間 | 臨安           | 趙構           | 趙昺       | クビライによる侵攻             |
| 遼           | 907〜1125、218年間  | 上京臨潢府     | 耶律阿保機     | 耶律阿果   | 金の反乱                       |
| 金           | 1115〜1234、119年間 | 会寧→燕京→汴京 | 完顔阿骨打     | 完顔呼敦   | モンゴルの侵攻                 |
| 西夏         | 1038〜1227、189年間 | 興慶           | 李元昊         | 李睍       | モンゴルの侵攻                 |
| モンゴル帝国 | 1206〜1271、65年間  | カラコルム     | チンギス・カン | モンケ     | 元などに分裂し緩やかな連合体に |

## 元代
| 王朝 | 存在年             | 国都      | 初代君主     | 最後の君主         | 滅亡原因           |
| ---- | ------------------ | --------- | ------------ | ------------------ | ------------------ |
| 元   | 1271〜1368、92年間 | 上都/大都 | 世祖クビライ | 恵宗トゴン・テムル | 明の北伐に伴う北遷 |

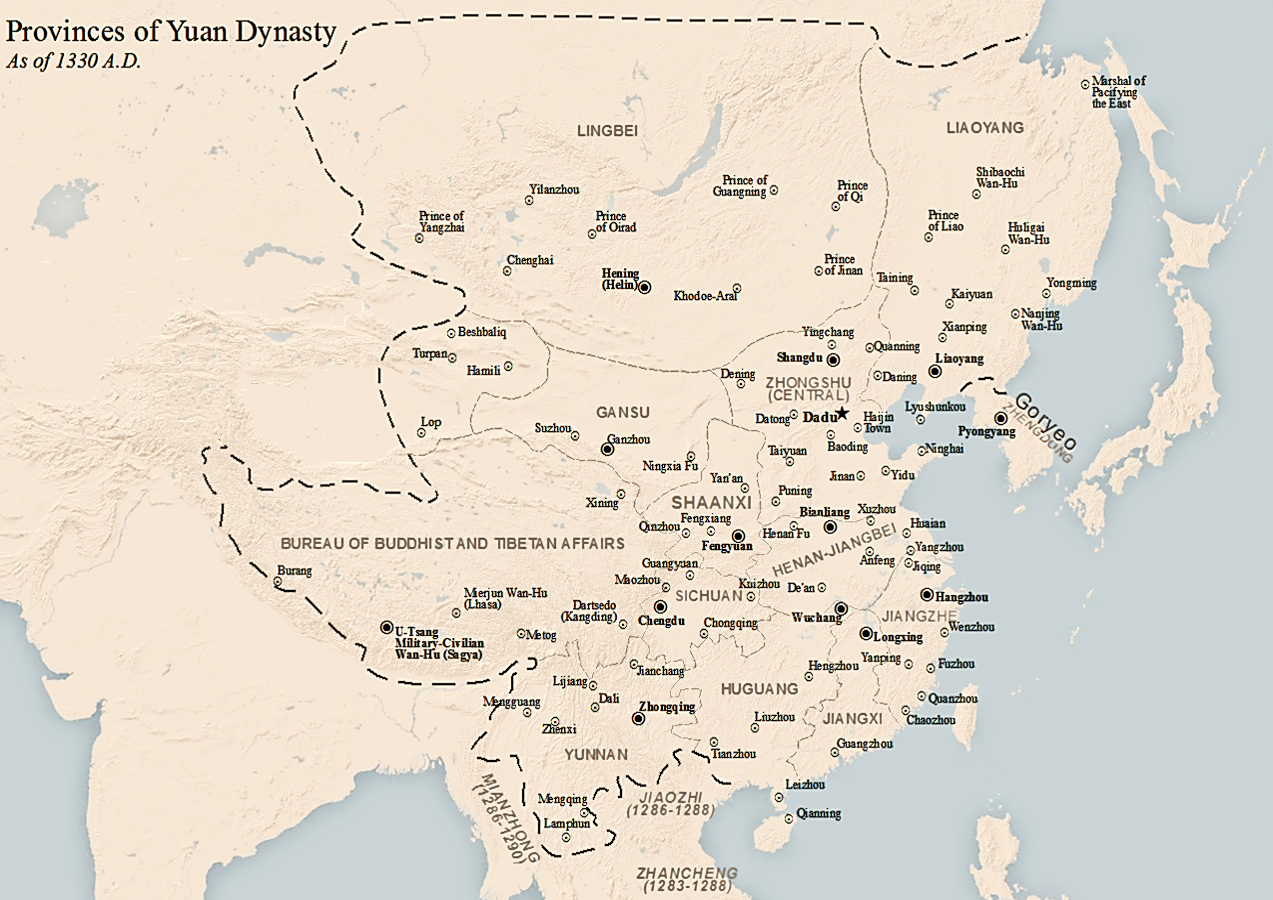
1345年の元

## 明代

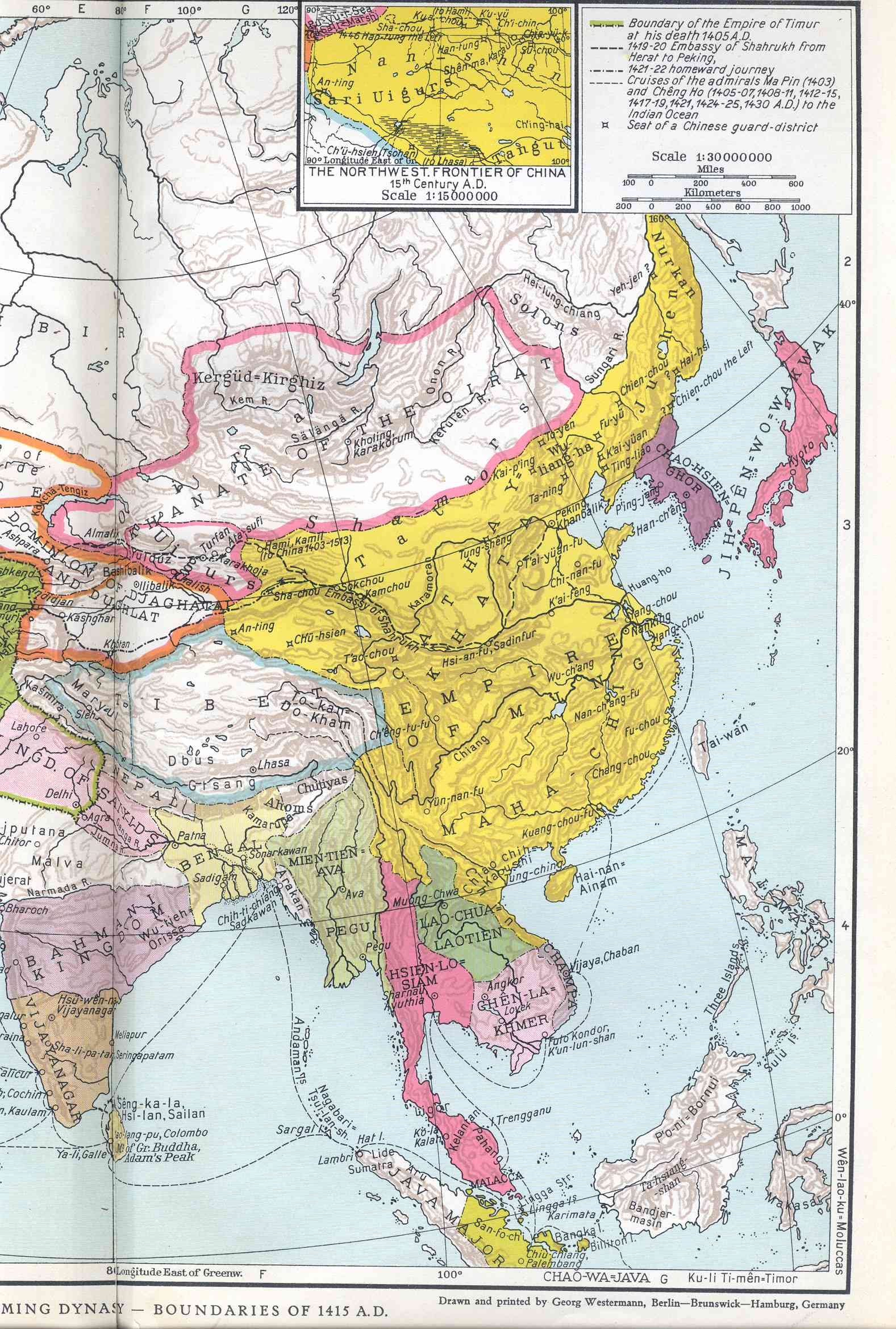
1415年の明。後に後金が満洲地方に成立する。

| 王朝 | 存在年              | 国都            | 初代君主         | 最後の君主     | 滅亡原因   |
| ---- | ------------------- | --------------- | ---------------- | -------------- | ---------- |
| 明   | 1368〜1644、276年間 | 南京→北京       | 朱元璋           | 朱由検         | 李自成の乱 |
| 後金 | 1616〜1636、20年間  | ヘトゥアラ→盛京 | 愛新覚羅弩爾哈斉 | 愛新覚羅皇太極 | 清に改称   |

## 清代

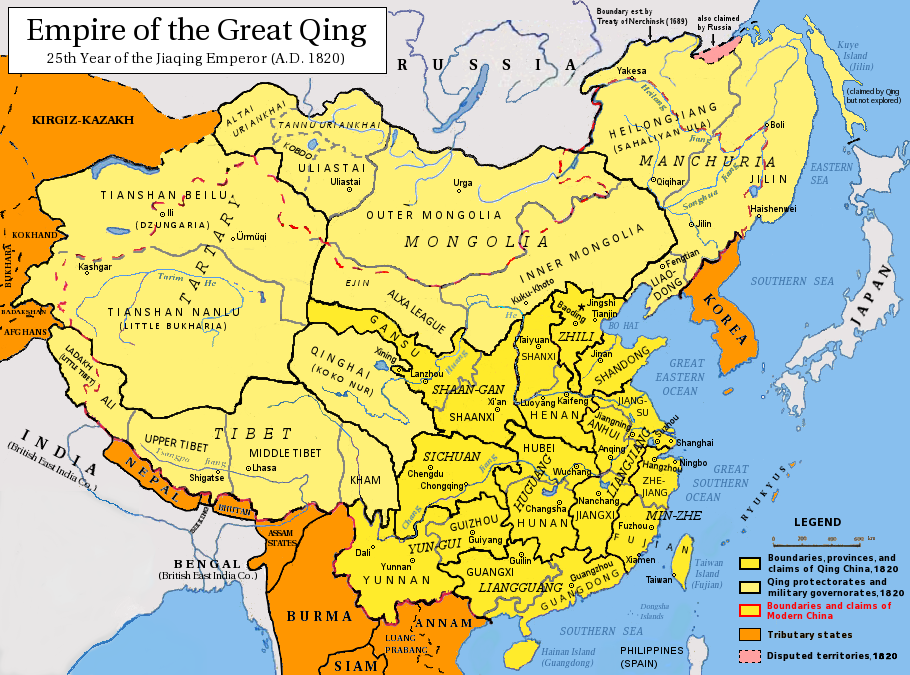
最盛期（1820）の清。金色が本土、黄色が清と同君連合を為す地域、橙色が朝貢国。

| 王朝 | 存在年              | 国都      | 初代君主       | 最後の君主   | 滅亡原因         |
| ---- | ------------------- | --------- | -------------- | ------------ | ---------------- |
| 清   | 1636〜1912、276年間 | 盛京→北京 | 愛新覚羅皇太極 | 愛新覚羅溥儀 | 袁世凱による退位 |

## 同名の王朝について
中国の王朝には、当時同じ名前で呼ばれていた王朝が複数ある例が多く、後世それぞれを区別するために、便宜上修飾語を付していることが多い。その修飾語には次のようなパターンがある。
- 存在した時期の前後から「前」「後」 - 例：前漢、前秦、前蜀、後漢、後梁、後金
- 方角から「東」「西」「南」「北」 -  例：東周、東晋、南唐、南宋、西周、西晋、北魏、北宋
- 建国した皇帝または王の姓 - 田斉、曹魏、冉魏、桓楚、武周、桀燕
- 途中で改名した場合、改名前後の国名を並べる - 成漢、漢趙
- その他 - 蜀漢、胡夏

次に中国史の各王朝の当時の名称と該当する王朝の一覧表を示すが、この一覧では、隋末唐初や元末明初などの短い混乱期の短命に終わった独立勢力など、あまりにもマイナーなものは省略する。
| 当時の名称 | 該当する王朝 |
| ---------- | --- |
| 夏         | 夏 (三代)、夏 (五胡十六国)（大夏/胡夏/劉夏）、西夏 現代では単に「夏」といった場合、三代の夏と五胡十六国の夏、特に前者をいうことが多い。 |
| 周         | 周〔西周、東周〕、北周、武周、後周 現代では単に「周」といった場合、西周・東周をいうことが多い。 |
| 秦         | 春秋時代からの秦、前秦、後秦、西秦 現代では単に「秦」といった場合、春秋時代からの秦をいうことが多い。 |
| 燕         | 燕 (春秋)、前燕、後燕、南燕、北燕、西燕、桀燕 現代では単に「燕」といった場合、春秋時代からの燕をいうことが多い。 |
| 楚         | 楚 (春秋)、西楚、桓楚、楚 (十国) |
| 趙         | 趙 (戦国)、前趙/漢趙、後趙 現代では単に「趙」といった場合、戦国時代の趙をいうことが多い。漢趙は改名前後の国名を並べたもの。 |
| 魏         | 魏 (戦国)、魏 (三国) （曹魏/前魏）、冉魏、翟魏、北魏/後魏/元魏/拓跋魏、東魏、西魏 現代では単に「魏」といった場合、戦国時代の魏、または三国時代の魏（曹魏/前魏）をいうことが多い。 |
| 斉         | 姜斉/呂斉、田斉、南斉、北斉 |
| 晋         | 晋 (春秋)、晋〔西晋、東晋〕、前晋（後唐の前身）、後晋 |
| 宋         | 宋 (春秋)、南朝宋/劉宋、宋〔北宋、南宋〕 現代では単に「宋」といった場合、どの「宋」を指すかは文脈によるが、特に北宋・南宋をいうことが多い。 |
| 漢         | 漢〔前漢/西漢、後漢（ごかん）/東漢〕、蜀漢/季漢、漢趙、成漢、後漢 (五代)（こうかん）、北漢、南漢 現代では単に「漢」といった場合、前漢・後漢（ごかん）を指すことが多い。後漢（ごかん）と五代の後漢（こうかん）は別の国であり、中国では混乱を避けるため、前漢を西漢、後漢（ごかん）を東漢と呼ぶことが多い。漢趙と成漢は改名前後の国名を並べたもの。 |
| 蜀         | 古蜀、後蜀 (五胡十六国)（譙蜀/西蜀）、前蜀、後蜀 (十国) 現代では単に「蜀」といった場合、蜀漢を指すことが多いが、蜀漢の当時の国名は「漢」であった。また国名として当時「蜀」と呼ばれなかったが現在の便宜上の国名に「蜀」を含む例としては、他に成漢の成蜀/前蜀/後蜀がある。                                                                          |
| 呉         | 呉 (春秋)、呉 (三国)（孫呉/東呉）、呉 (十国) 現代では単に「呉」といった場合、どの「呉」を指すかは文脈によるが、特に三国時代の呉（孫呉/東呉）をいうことが多い。 |
| 涼         | 前涼、後涼、南涼、北涼、西涼 |
| 梁         | 梁（魏 (戦国)の大梁遷都以降の国号）、梁 (南朝)（蕭梁）、後梁 (南朝)/西梁、五代の後梁/朱梁 現代では単に「梁」といった場合、特に南朝の梁をいうことが多い。南朝の後梁と五代の後梁は別の国である。 |
| 唐         | 唐 (三代) （古唐国）、唐/李唐、後唐、南唐 現代では単に「唐」といった場合、618年に李淵が建てた唐（李唐）をいうことが多い。 |
| 金         | 金、後金 現代では単に「金」といった場合は前者（1115年に阿骨打が建てた国）をいうことが多い。 |

北元については、1368年に元が明によって中国領土を喪失して以降の後世の名称であり、王朝の連続性を見れば元と北元は同一の王朝である。また、南明については、1644年の明滅亡後に明の皇族たちによって華中・華南に立てられた諸政権の総称であり、当時明と呼ばれて現在南明と呼ばれる一つの王朝が存在したわけではない。